# Josephines lori
Josephines lori (Charmosyna josefinae) is een vogel uit de familie Psittaculidae (papegaaien van de Oude Wereld). Deze vogel is in 1873 geldig beschreven door de Duitse ornitholoog Finsch en genoemd naar zijn vrouw Josefine. 

## Verspreiding en leefgebied
Deze soort is endemisch in Nieuw-Guinea en telt drie ondersoorten:
- C. j. josefinae: van de Vogelkop tot het Maokegebergte in de provincie West-Papoea.
- C. j. cyclopum: Cyclopsgebergte in de provincie Papoea.
- C. j. sepikiana: Midden-Nieuw-Guinea.

## Status
De grootte van de populatie is niet gekwantificeerd maar de soort wordt omschreven als schaars in het grootste deel van zijn verspreidingsgebied. Op de Rode lijst van de IUCN heeft deze soort de status niet bedreigd.